# Željeznica (Bosna)
Željeznica je rijeka u središnjoj Bosni i Hercegovini.
Nastaje od Hrasničkog i Godinjskog potoka, koji izviru na planini Treskavici (2088 m), a sastaju se kod sela Turova. Njeno ušće u Bosnu leži nasuprot naselju Osjek, na zapadu Sarajevskog polja.
Dužina rijeke Željeznice od svog izvora do ušća u rijeku Bosnu je 26,9 kilometera. Željeznica čitavim svojim tokom protiče kroz najnaseljenija i najindustraliziraniju regiju Bosne i Hercegovine - Sarajevsku regiju.  Na rijeci se nalazi hidrocentrala Bogatić, s instaliranom snagom od 6,5 MW, koja je sagrađena nekoliko godina poslije kraja drugog svjetskog rata. Najznačajnije naselje na ovoj rijeci je Ilidža.
Zbog nedovoljne brige o okolišu ova rijeka je vrlo zagađena. Danas se ne preporučuje ni kupanje u Željeznici.

## Vanjske poveznice
|  | Zajednički poslužitelj ima još gradiva o temi Željeznica (Bosna) |